# Ron miel

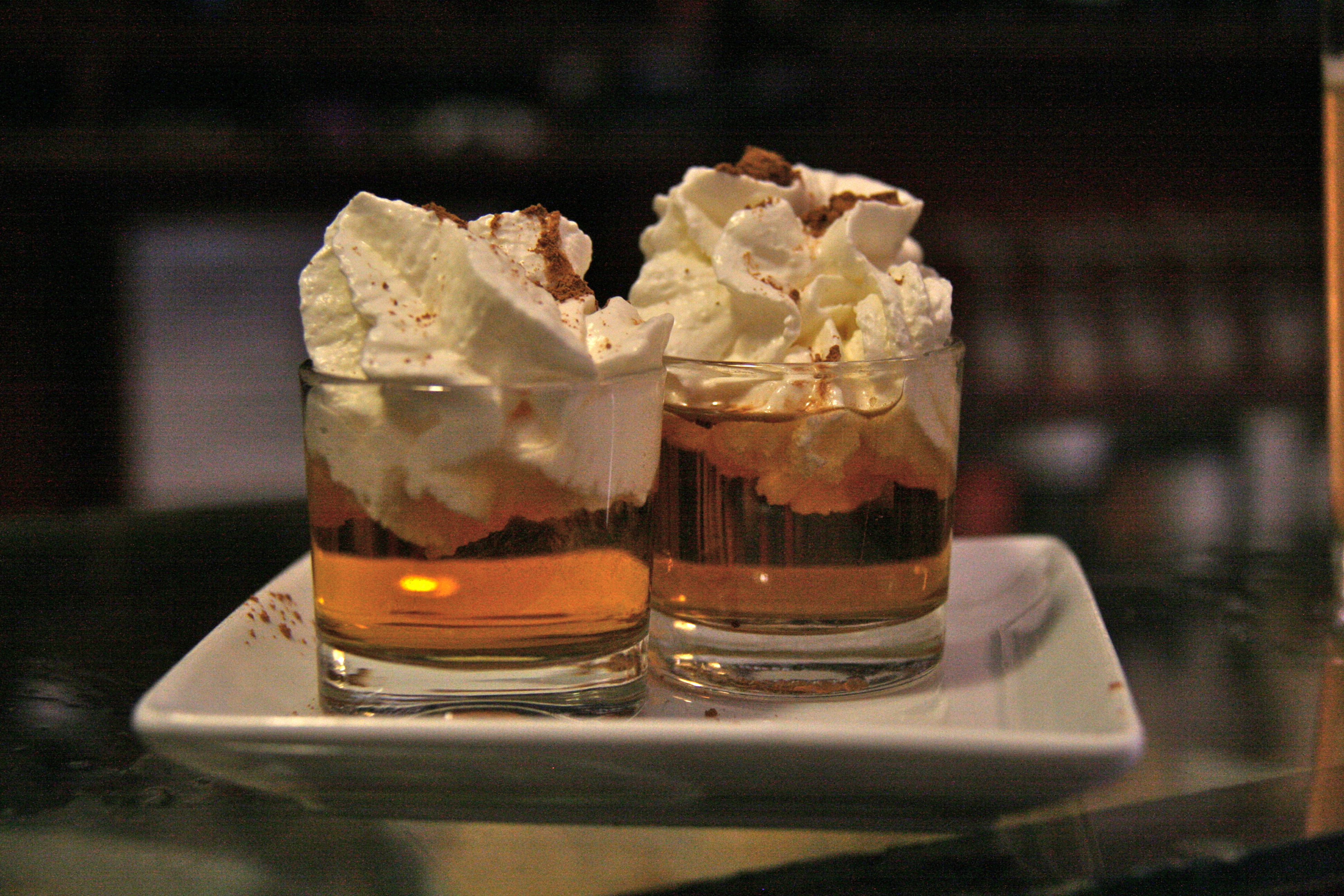
Kieliszek ron miel podany w tradycyjny sposób z bitą śmietaną

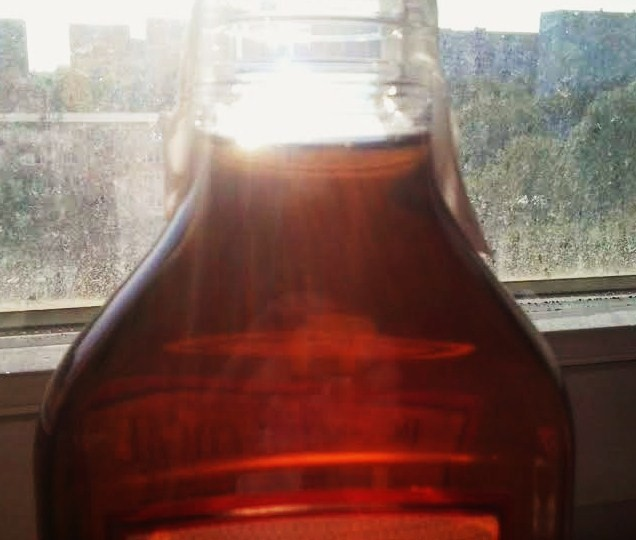
Butelka z oryginalnym produktem o charakterystycznej barwie

Ron miel (także: Ronmiel de Canarias) – regionalny produkt alkoholowy (likier) z Wysp Kanaryjskich. Posiada Chronione Oznaczenie Geograficzne z 2005.

## Charakterystyka
Jest to mieszanka rumu z trzciny cukrowej z lokalnym miodem (minimum 2%), charakteryzująca się gładkim smakiem i pełną fakturą. Zawartość alkoholu kształtuje się na poziomie 20-30%. Kolor winien być od złotego do głębokiej barwy mahoniu. Wyczuwa się w nim aromaty karmelu, miodu i niektórych elementów smakowych rumu oraz ekstraktów roślinnych. W odniesieniu do smaku, mówi się, że jest intensywny i słodki, ale miękki na podniebieniu. Ron miel jest napojem spożywanym całorocznie. 

## Historia i współczesność
Likier początkowo wytwarzany był w warunkach domowych, na własne potrzeby oraz dla małych, lokalnych barów, potem stał się jednym z głównych wyrobów pamiątkarskich wysp. Zgodnie z oznaczeniem geograficznym produkt musi być wytwarzany technikami tradycyjnymi, z produktów miejscowych. Wytwarza się około 1,2 miliona litrów tego napoju rocznie, z czego około 46.000 litrów przeznaczonych jest na eksport, głównie w celach promocyjnych.